# Laguna de Ticamaya
Es una Laguna que se encuentra en el municipio de Choloma, Departamento de Cortés, en Honduras.

## Ubicación
Se encuentra en las zonas de los denominados, Bajos de Choloma, quedando muy próxima a la Laguna de Jucutuma y del Carmen.
Se puede acceder a ella, a través de la carretera de dicho sector desde el municipio de Choloma, o desde San Pedro Sula, a través del sector denominado Cemcol.

## Turismo
Se convierte en un atractivo turístico del municipio por la presencia de peces en sus aguas y su cercanía a la carretera.
La pesca se permite con anzuelo y de manera artesanal.
Junto con las cercanas lagunas de Jucutuma y del Carmen, son las representaciones externas del manto acuífero de Sunseri, en el Valle de Sula.

## Datos Físicos
La Laguna de Ticamaya cuenta con un espejo de agua de aproximadamente 3.17Km2(317Ha). Según Cárdenas P (com. personal), no se tiene referencia de la profundidad promedio pero se sabe que la máxima es de 5m. Este cuerpo de agua se ubica en una zona montañosa con una altura máxima de 96 m s. n. m., y con un espejo de agua  que está a una elevación de 28m s. n. m.
Los propietarios de tierras de los alrededores son dueños de aproximadamente 9Km2 de  terrenos aledaños a la laguna donde el 80% está en zonas boscosas, el 40% cuenta con cierto grado de deforestación. Las posesiones oscilan entre las 0.04 a 128Ha de terreno, donde 12 terratenientes cuentan con las zonas de mayor potencial para el desarrollo de zonas turísticas. Con respecto al área de la cuenca y de tierras fluctuantes no se tiene referencia.